# Ferrières-le-Lac
Ferrières-le-Lac település Franciaországban, Doubs megyében. Lakosainak száma 168 fő (2022. január 1.). Ferrières-le-Lac Trévillers, Fessevillers és Damprichard községekkel határos.

## Népesség
A település népességének változása:
| Lakosok száma | 82   | 52   | 73   | 134  | 177  | 170  | 172  | 175  | 174  | 168  |
|               | 1968 | 1982 | 1990 | 2006 | 2013 | 2015 | 2017 | 2019 | 2020 | 2022 |